# ローラ・ギルピン
ローラ・ギルピン（Laura Gilpin; 1891年4月22日 - 1979年11月30日）は、戦間期にアメリカ西部で活躍した、女性写真家。ディネやプエブロなどのネイティブ・アメリカンの写真で有名。

## 略歴
コロラド州コロラドスプリングスで生まれ、クラレンス・H・ホワイトに写真を学ぶ。
その作品は、ピクトリアリスムとストレートフォトグラフィを双方含むようなもので、花やアメリカ西部の自然風景などの作品（風景写真）が多いが、メキシコの遺跡を撮影した作品もある。風景写真においては、エドワード・ウェストンの影響が見て取れる。イモージン・カニンガムと似たような傾向の作品もあり、その陰に隠れてしまったという感もある。
日本においては、その作品は、ほとんど紹介されたことがない。
死後、レズビアンであったことが明らかにされている。